# آرتور سرجیو باتیستا دی سوزا
آرتور سرجیو باتیستا دی سوزا (انگلیسی: Artur Sérgio Batista de Souza؛ زادهٔ ۵ اوت ۱۹۹۴) بازیکن فوتبال اهل برزیل است.